# Hottonia
Hottonia Boerh. ex L., 1753 è un genere di piante della famiglia delle Primulacee.

## Descrizione
Si tratta di piante erbacee palustri e semi-acquatiche.

## Distribuzione e habitat
Sono distribuite nelle regioni a clima temperato dell'emisfero boreale e, per quanto riguarda H. inflata, in America Centrale.

## Tassonomia
Il genere comprende le seguenti specie:
- Hottonia inflata Elliott
- Hottonia palustris L.